# Gemma Griarotti
Gemma Griarotti (Roma, 24 settembre 1920 – Roma, 6 aprile 1997) è stata un'attrice e doppiatrice italiana.

## Biografia
Nata a Roma nel 1920, iniziò a recitare giovanissima, dapprima in teatro e quindi nella prosa radiofonica dell'EIAR, presso la Compagnia di Prosa di Radio Roma, dove nella stagione 1942/1943 fece parte del cast di attori della popolare trasmissione settimanale Il Terziglio che proponeva un diverso tema ad ogni puntata; tra gli autori Federico Fellini, Nicola Manzari, Marcello Marchesi, Dino Falconi, Edoardo Anton. Gemma lavorò quindi accanto ad attori fra i quali Giulietta Masina, Mario Riva, Miranda Bonansea, Nunzio Filogamo e Rocco D'Assunta.
Sempre nel 1942 fu nella Compagnia di Laura Adani nella Cenerentola per la regia di Corrado Pavolini al Teatro della Pergola di Firenze. Alla fine degli anni quaranta iniziò la sua attività di doppiatrice presso varie cooperative: la ODI, la CID e la SAS. Si produsse in questa veste soprattutto nelle versioni di varie serie di cartoni animati. Per la televisione fu la voce di Barbara Hale nella prima serie di Perry Mason. Lavorò intensamente sino alla fine degli anni ottanta.

## Prosa radiofonica

### EIAR
- Liliom di Ferenc Molnár, regia di Alberto Casella, trasmessa il 13 gennaio 1938.
- Fiamme nell'ombra, commedia di Enrico Annibale Butti, regia di Alberto Casella, trasmessa il 5 giugno 1938.
- Terziglio di Fellini, Marchesi e Migneco, regia di Claudio Fino, trasmessa il 29 gennaio 1943.

### Rai
- La notte di San Giovanni di Ugo Chiarelli, regia di Franco Rossi, trasmessa il 24 giugno 1946.
- Alice nel paese delle meraviglie, regia di Nino Meloni, trasmessa nel giugno/luglio 1946.
- Nina non far la stupida di Rossato e Giancapo, regia di Franco Rossi, trasmessa il 25 giugno 1946.
- Buon viaggio Paolo!, commedia di Gaspare Cataldo, regia di Pietro Masserano Taricco, trasmessa il 12 luglio 1948.
- Un posto sulla collina, radiodramma di Gino Magazù, regia di Pietro Masserano Taricco, trasmessa il 12 novembre 1948.
- desideri repressi di Susan Glaspell, regia di Guglielmo Morandi, trasmessa il 22 gennaio 1949.
- Il ritratto di Dorian Gray, regia di Oscar Wilde, regia di Guglielmo Morandi, trasmessa il 21 febbraio 1949.
- Veglia, commedia di Roberto Zerboni, regia di Pietro Masserano Taricco, trasmessa il 19 marzo 1949.
- Il bosco di Lob di James M. Barrie, regia di Guglielmo Morandi, trasmessa il 25 luglio 1949.
- Con loro, commedia di Guglielmo Zorzi, regia di Umberto Benedetto, trasmessa il 17 novembre 1949.
- Questo piccolo mondo, commedia di Noël Coward, regia di Umberto Benedetto, trasmessa l'8 dicembre 1949.
- Non aspettarmi di Stefano Terra, regia di Guglielmo Morandi, trasmessa il 20 febbraio 1950.
- La colonnella di Piero Mazzoltti, regia di Alberto Casella (1950)
- Minnie la candida di Massimo Bontempelli, regia di Alberto Casella, trasmessa il 3 gennaio 1951.
- L'uomo dal labbro deforme, regia di Guglielmo Morandi, trasmessa il 23 maggio 1951.
- Un gioco di società di Laszlo Fodor, regia di Pietro Masserano Taricco, trasmessa il 21 agosto 1951.
- Storia d'estate, radiocommedia di Fletcher Markle, regia di Anton Giulio Majano, trasmessa il 21 agosto 1951.
- Ma non è una cosa seria di Luigi Pirandello, regia di Pietro Masserano Taricco, trasmessa il 4 marzo 1952.
- I due sordi, commedia di Jules Morinetux, regia di Anton Giulio Majano, trasmessa il 10 agosto 1952
- Il ciclope, di Euripide, regia di Guglielmo Morandi, trasmessa il 15 novembre 1952.
- La morte in vacanza di Alberto Casella, regia dell'autore, trasmessa il 10 febbraio 1953.
- Faust di Wolfgang Goethe, regia di Corrado Pavolini, trasmessa il 14 ottobre 1953.
- Liliom di Ferenc Molnár, regia di Anton Giulio Majano, trasmessa il 31 maggio 1954.
- Il diavolo scrittore di Giuliani Leggeri, regia di Alberto Casella, trasmesso l'8 gennaio 1955.
- Belinda e ilo mostro, fiaba di Bruno Cicognani, regia di Umberto Benedetto, trasmessa l'11 gennaio 1955.
- La famiglia Barrett, commedia di Rudolf Besier, regia di Pietro Masserano Taricco, trasmessa il 7 marzo 1955.
- Un mantello per Arlecchino, radiodramma di Ettore Violani, regia di Gian Domenico Giagni (1955)
- Irene innocente di Ugo Betti, regia di Pietro Masserano Taricco, trasmessa il 25 maggio 1956.
- Incantesimo, commedia di Philip Barry, regia di Anton Giulio Majano, trasmessa il 11 giugno 1956.
- L'allegra centenaria, radiocommedia di Michael Brett, regia di Dante Raiteri, trasmessa il 28 gennaio 1960.
- Il grande coltello, commedia di Clifford Odets, regia di Corrado Pavolini, trasmessa il 28 aprile 1960.
- Il cardinale di Spagna di Henry de Montherlant, regia di Flaminio Bollini, trasmessa l'11 gennaio 1960.
- Le belle sabine di Leonid Andreief, regia di Marco Visconti, trasmessa il 12 giugno 1963.

## Prosa televisiva
- La sera del sabato, di Guglielmo Giannini, regia di Anton Giulio Majano, 25 febbraio 1955.

## Prosa teatrale
- Cenerentola di Massimo Bontempelli, regia di Corrado Pavolini. Teatro della Pergola di Firenze, 4 giugno 1942.

## Riviste teatrali
- Scandalo al collegio di Mario Amendola, regia di Erminio Macario, 1944.
- Il cinque di fiori, ovvero chi ha ucciso Mr. Brown? di Mario Amendola, regia di Erminio Macario, 1944.

## Doppiaggio

### Film
- Milly Vitale in Le due orfanelle, La canzone del cuore, La canzone del destino
- Silvana Pampanini in La torre del piacere
- Deborah Kerr in Quo vadis, I temerari
- Maria Frau in Totò all'inferno
- Delia Scala in Vita da cani
- Maria Rosa Salgado in Don Juan - La spada di Siviglia
- Maureen O'Hara in Le ali delle aquile
- Anna Maria Pancani in Piccola posta
- Cosetta Greco in Le ragazze di piazza di Spagna
- Joan Crawford in Grand Hotel (ridoppiaggio 1952)
- Lianella Carell in I falsari
- Esmeralda Ruspoli in Una vergine per il principe
- Rita Hayworth in La collera di Dio
- Barbara Hale in Perry Mason
- Hillary Brooke in Gli invasori spaziali
- Eileen Heckart in Ballata macabra, Gunny
- Mitzi Gaynor in Les Girls
- Gloria Grahame in Il canto dell'uomo ombra
- Ingrid Bergman in Fiore di cactus
- Franca Gandolfi in Padri e figli
- Valerie Gearon in Anna dei mille giorni
- Andreina Paul in D'Artagnan contro i 3 moschettieri
- Julie Adams in Ore contate
- Piera Simoni in Il viale della speranza

### Film d'animazione
- voce narrante dell'episodio "Bongo" in Bongo e i tre avventurieri (doppiaggio originale)
- Yukari Godai in Maison Ikkoku Last Movie

### Film TV e miniserie
- Angelina Stepanova in  Guerra e pace

### Telefilm
- Barbara Hale in Il ritorno di Perry Mason, Perry Mason e la novizia, Perry Mason: Assassinio in diretta, Perry Mason: Per un antico amore, Perry Mason: Morte di un editore, Perry Mason: Un fotogramma dal cielo, Perry Mason: La donna del lago, Perry Mason: Arringa finale, Perry Mason: Partitura mortale, Perry Mason: Campioni senza valore, Perry Mason: Furto d'autore, Perry Mason: Crimini di guerra, Perry Mason: Morte a tempo di rock, Perry Mason: Una ragazza intraprendente, Perry Mason: Va in onda la morte, Perry Mason: Omicidio sull'asfalto, Perry Mason: La bara di vetro, Perry Mason: Scandali di carta, Perry Mason: L'arte di morire, Perry Mason: Morte di un dongiovanni, Perry Mason: Fiori d'arancio, Perry Mason: Elisir di morte, Perry Mason: L'ospite d'onore, Perry Mason: Il bacio che uccide
- Nancy Walker ne Le ragazze di Blansky
- Dody Goodman ne Il mio amico Arnold

### Soap opera e Telenovelas
- Irene Dailey in Destini
- Yara Cortes in Marron Glacé